# Алкмеон (сын Силла)
Алкмеон (др.-греч. Ἀλκμαίων) — персонаж древнегреческой мифологии, легендарный родоначальник афинского рода Алкмеонидов.
Сын Силла, внук Фрасимеда, правнук Нестора, из династии Нелеидов, правивших Пилосом и Мессенией.
По преданию, покинул родовые владения Нелеидов в Мессении, спасаясь от дорийского завоевания, и вместе с другими ионийцами, возглавленными царем Мелантом, переселился в Аттику. К нему возводили своё происхождение Алкмеониды.
Согласно поздним лексикографам (словарь Суды со ссылкой на Гесихия), Алкмеон был современником Тесея. Это утверждение либо означает, что в древности этот персонаж был идентичен Алкмеону, сыну Амфиарая, либо возникло в результате путаницы. 